# Franz Heukamp
Franz Heukamp (ur. 6 września 1973 w Niemczech) – niemiecki profesor, szef katedry Antonio Valero of Business Administration oraz wykładowca analizy podejmowania decyzji na IESE Business School w Barcelonie. Od września 2016 jej dziekan i dyrektor generalny.

## Życiorys
Absolwent studiów inżynierskich École nationale des ponts et chaussées w Paryżu (1999 – 2002) i Uniwersytetu Technicznego w Monachium. Uzyskał doktorat na Massachusetts Institute of Technology. Od 2002 zatrudniony jako wykładowca IESE. W latach 2009 – 2012 pełnił funkcję jej Sekretarza Generalego. W 2016 został powołany na dyrektora generalnego i dziekana IESE Business School przez rektora Uniwersytetu Nawarrry.
Członek Institute for Operations Research and the Management Sciences (INFORMS) oraz Society For Neuroeconomics.
Jest wykładowcą z dziedziny analizy podejmowania decyzji (decision analysis and forecasting methods). Wykłada na zajęciach programów MBA, Global Executive MBA oraz innych programów executive education.

## Publications
Jest autorem licznych artykułów z dziedziny zarządzania.